# Zatom Stary (stacja kolejowa)
Zatom Stary – nieczynna stacja kolejowa, na linii kolejowej nr 368, we wsi Zatom Stary, w województwie wielkopolskim, w gminie Międzychód.

## Ruch osobowy
Z uwagi na małe zainteresowanie usługami świadczonymi przez PKP Linie Lokalne od roku 1995 oraz zły stan infrastruktury kolejowej, ruch pociągów osobowych na trasie Szamotuły – Międzychód został zawieszony.